# 羅茲希爾切
49°7′7″N 23°41′37″E / 49.11861°N 23.69361°E

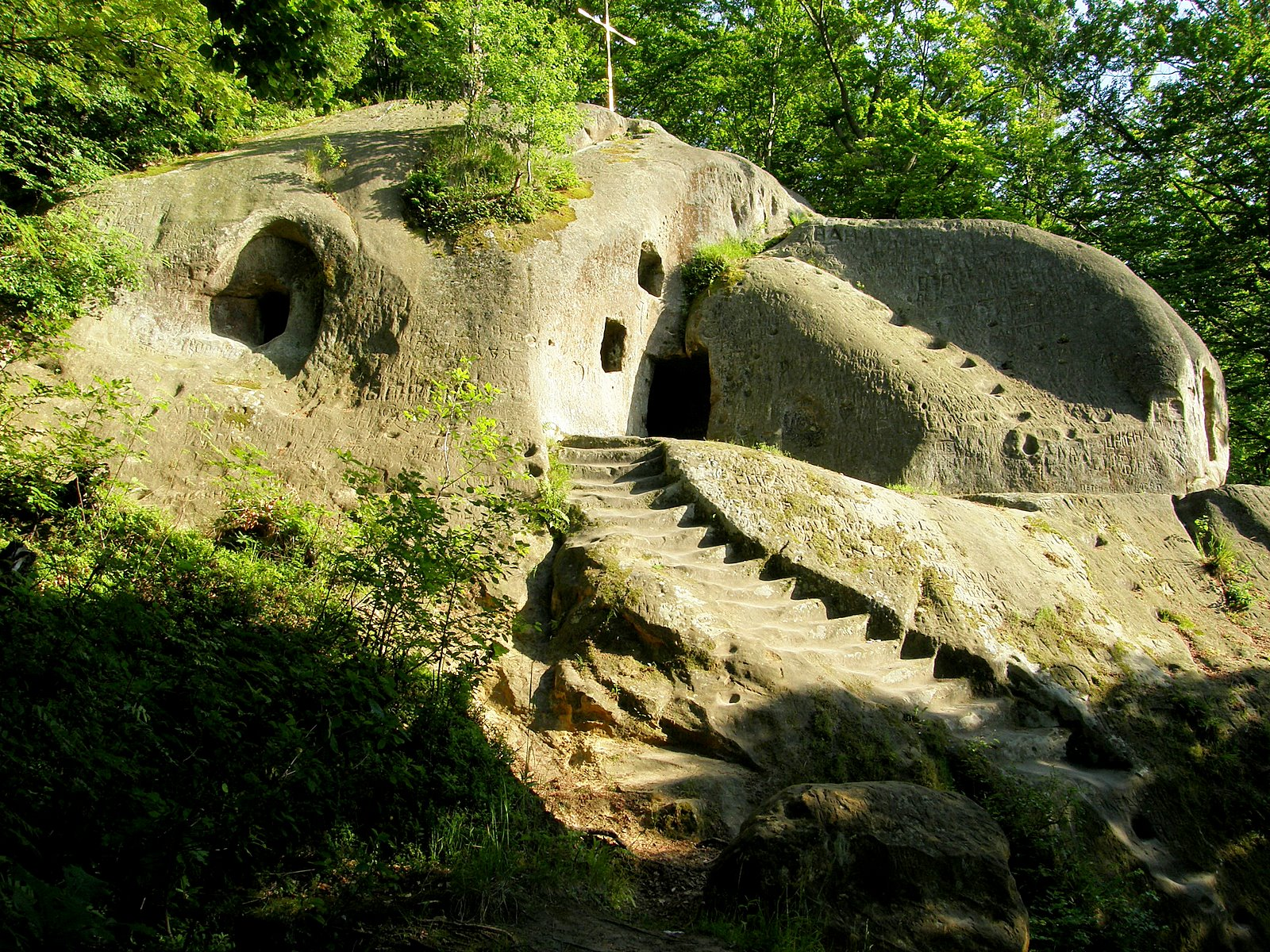
修道院洞穴

羅茲希爾切（烏克蘭語：Розгірче），是烏克蘭的村落，位於該國西部利沃夫州，由斯特雷區斯特雷市鎮負責管轄，始建於1460年，面積2.19平方公里，海拔高度346米，2001年人口566，人口密度每平方公里25.82人。